# Wilajet balkański
Wilajet balkański (turkm. Balkan welaýaty, turkm. cyr. Балкан велаяты, ros. Балканский велаят) – jeden z pięciu wilajetów Turkmenistanu, położony w zachodniej części kraju, z siedzibą w Balkanabacie. Według spisu z 2005 roku liczba ludności wynosi 553 500 osób. Największy powierzchniowo, ale najmniej ludny wilajet Turkmenistanu.
Ośrodek wydobycia ropy naftowej, gazu ziemnego, węgla kamiennego i brunatnego oraz kamienia budowlanego. Uprawy winogron, oliwek, fig, orzechów, granatów i morwy; hodowla owiec – głównie rasy karakuł.
Na terenie wilajetu funkcjonują dwa rezerwaty przyrody: Hazar oraz Sünt Hasardag. Pierwszy ma charakter ornitologiczny i został utworzony w celu ochrony ptaków lęgowych i gniazdujących.

## Geografia i geologia
Wilajet balkański na północy graniczy z kazachskim obwodem mangystauskim oraz częściowo z uzbecką Karakałpacją, od wschodu styka się z wilajetami achalskim i daszoguskim, od południa z irańskimi ostanami Golestan i Chorasan Północny a od zachodu ogranicza go Morze Kaspijskie.
Leży na wschodnim wybrzeżu Morza Kaspijskiego, większość powierzchni wilajetu zajmuje pustynia Kara-kum. Największą rzeką w regionie jest Atrek. Na teren regionu zachodzi zachodnia część pasma Kopet-dag, stanowiąc część granicy z Iranem.
Tereny zajmowane przez wilajet mają warte odnotowania złoża mineralne. Znajdują się tutaj złoża witerytu, barytu, ołowiu, cynku, miedzi oraz rtęci. Do innych bogactw naturalnych należą głównie ropa naftowa oraz gaz ziemny, także węgiel kamienny i brunatny, kamień budowlany.
Zastosowanie medyczne znajdują wody lecznicze oraz borowiny.

### Klimat
Klimat jest wybitnie kontynentalny, latem średnia temperatura wynosi 30 °C, w zimę spada do -3 °C. Częste burze piaskowe i silne wiatry, które zajmują do 60 dni w roku i wieją średnio z prędkością 54 kilometrów na godzinę.

## Podział administracyjny
Wilajet balkański dzieli się na 6 miast oraz 6 etrapów.
| Miasto       | Ludność (różne lata) |
| ------------ | -------------------- |
| Balkanabat   | 90 149               |
| Garabogaz    | 7 300                |
| Gumdag       | 26 230               |
| Hazar        | 29 130               |
| Jebel        | 7 697                |
| Turkmenbaszy | 70 962               |

| Etrap        | Siedziba   | Ludność (2000) | Powierzchnia [km²] | Gęstość zaludnienia [os./km²] |
| ------------ | ---------- | -------------- | ------------------ | ----------------------------- |
| Bereket      | Bereket    |                |                    |                               |
| Magtymguly   | Magtymguly |                |                    |                               |
| Serdar       | Serdar     |                |                    |                               |
| Turkmenbaszy |            |                |                    |                               |
| Esenguly     | Esenguly   |                |                    |                               |
| Etrek        | Etrek      | 54.000         | 13850              | 3,9                           |